# Pontoclausia
Pontoclausia is een geslacht van eenoogkreeftjes uit de familie van de Clausiidae. 
De wetenschappelijke naam van het geslacht is voor het eerst geldig gepubliceerd in 1959 door Bacescu & Por.

## Soorten
- Pontoclausia prima (Rocha C.E.F., 1986)
- Pontoclausia tomis Bacescu & Por, 1959
- Pontoclausia wilsoni (Gooding, 1963)